# Auzat-la-Combelle
Pour l’article homonyme, voir Auzat.
Auzat-la-Combelle (Ausac e la Combèla en occitan) est une commune française située dans le département du Puy-de-Dôme, en région d'Auvergne-Rhône-Alpes. En 1998, la commune d'Auzat-sur-Allier a été rebaptisée Auzat-la-Combelle. Elle se compose de deux bourgs séparés par l'Allier : Auzat sur la rive droite et La Combelle sur la rive gauche.

## Géographie

### Localisation
Auzat-la-Combelle est située au sud d'Issoire, à la confluence de l'Allier et de l'Alagnon.
Le bourg d'Auzat est bâti au bord du lit majeur de l'Allier et subit régulièrement de grandes inondations (la dernière, le 25 novembre 2003, avait recouvert la partie basse du bourg d'Auzat jusqu'à l'entrée du Saut-du-Loup).

#### Lieux-dits et écarts
- Aubiat
- Le Saut-du-Loup
- La Matelle
- Tansac
- Le Théron

#### Communes limitrophes
Six communes sont limitrophes d'Auzat-la-Combelle :
| Nonette-Orsonnette | Lamontgie         |         |
| Beaulieu           | Auzat-la-Combelle | Esteil  |
|                    | Brassac-les-Mines | Jumeaux |

### Climat
Pour des articles plus généraux, voir Climat d'Auvergne-Rhône-Alpes et Climat du Puy-de-Dôme.
En 2010, le climat de la commune est de type climat du Bassin du Sud-Ouest, selon une étude du Centre national de la recherche scientifique s'appuyant sur une série de données couvrant la période 1971-2000. En 2020, Météo-France publie une typologie des climats de la France métropolitaine dans laquelle la commune est exposée à un climat de montagne ou de marges de montagne et est dans la région climatique Nord-est du Massif Central, caractérisée par une pluviométrie annuelle de 800 à 1 200 mm, bien répartie dans l’année.
Pour la période 1971-2000, la température annuelle moyenne est de 11,2 °C, avec une amplitude thermique annuelle de 16,3 °C. Le cumul annuel moyen de précipitations est de 631 mm, avec 7,7 jours de précipitations en janvier et 6,5 jours en juillet. Pour la période 1991-2020, la température moyenne annuelle observée sur la station météorologique de Météo-France la plus proche, « Issoire », sur la commune d'Issoire à 12 km à vol d'oiseau, est de 12,0 °C et le cumul annuel moyen de précipitations est de 610,7 mm,. Pour l'avenir, les paramètres climatiques de la commune estimés pour 2050 selon différents scénarios d'émission de gaz à effet de serre sont consultables sur un site dédié publié par Météo-France en novembre 2022.

## Urbanisme

### Typologie
Au 1er janvier 2024, Auzat-la-Combelle est catégorisée bourg rural, selon la nouvelle grille communale de densité à sept niveaux définie par l'Insee en 2022.
Elle est située hors unité urbaine. Par ailleurs la commune fait partie de l'aire d'attraction d'Issoire, dont elle est une commune de la couronne,. Cette aire, qui regroupe 53 communes, est catégorisée dans les aires de moins de 50 000 habitants,.

### Occupation des sols
L'occupation des sols de la commune, telle qu'elle ressort de la base de données européenne d’occupation biophysique des sols Corine Land Cover (CLC), est marquée par l'importance des forêts et milieux semi-naturels (48,7 % en 2018), une proportion sensiblement équivalente à celle de 1990 (48,9 %). La répartition détaillée en 2018 est la suivante : forêts (48,7 %), zones urbanisées (14,3 %), prairies (12,7 %), terres arables (12,5 %), zones agricoles hétérogènes (9,4 %), espaces verts artificialisés, non agricoles (2,3 %). L'évolution de l’occupation des sols de la commune et de ses infrastructures peut être observée sur les différentes représentations cartographiques du territoire : la carte de Cassini (XVIIIe siècle), la carte d'état-major (1820-1866) et les cartes ou photos aériennes de l'IGN pour la période actuelle (1950 à aujourd'hui).

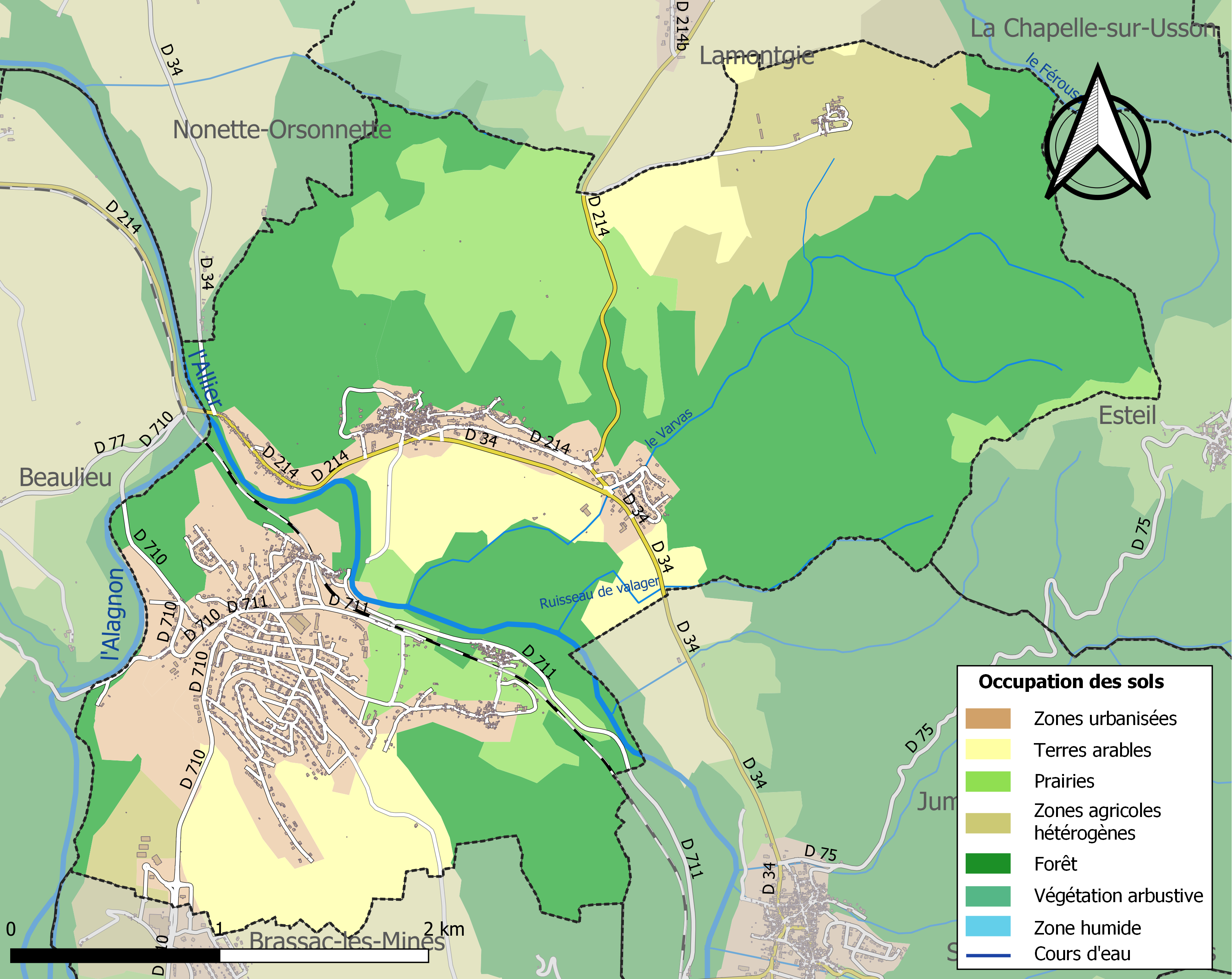
Carte des infrastructures et de l'occupation des sols de la commune en 2018 (CLC).

## Histoire
- Il ne reste du château Cocu (Moyen Âge) que quelques vestiges (tour ronde et mur portant les restes d'une cheminée) sur le piton rocheux en allant vers le lieu-dit le Saut-du-Loup en direction du Breuil-sur-Couze. Une légende raconte qu'une bergère se serait sauvée sur ce piton en esquivant l'attaque d'un loup qui aurait sauté dans le vide emporté par son élan ; donnant ainsi le nom à ce lieu-dit. Une autre explication plus plausible : Saut-du-loup viendrait de « saut de l'eau » en référence à la chute de l'Allier, du fait de l'ancienne barrière rocheuse à l'aplomb du pont sur l'Allier (la trace de l'exploitation de cette barrière est bien visible au tout début de la route d'Orsonnette, mais cela ne précise pas ce que pouvait être la hauteur de la chute).
- L'histoire d'Auzat et de son château ont été reconstituées par Mme feu Andrée Homette, native d'Auzat, dans un livre Grandeur et misère d'autrefois  (ISBN 2-9500362-0-1), publié à compte d'auteur en 1984 et illustré de gravures de l'auteur (un exemplaire rare est à la mairie)
- Le blason moderne, en terme non héraldique, représente de haut en bas : la fertile campagne alluvionnaire de l'Allier, dominée par le château Cocu, l'Allier qui serpente et partage la commune, puis le sous-sol minier rehaussé de la couronne des ducs d'Auvergne.
- En plus des activités paysannes traditionnelles (culture, élevage), la commune a été le siège de l'extraction du charbon depuis la rive gauche (La Combelle). Ce charbon était d'excellente qualité mais difficile à exploiter (veines profondes de faible taille à couches fractionnées, en partie sous le lit de l'Allier). Cette activité a cessé dans les années 1970 lors de la fermeture générale progressive des mines et houillères en France.
- Au début du XXe siècle, avant l'avènement des transports ferroviaires et routiers, Auzat-sur-Allier a été un port actif sur l'Allier pour l'activité minière de La Combelle : approvisionnement en bois provenant du haut-Allier pour étayer les galeries et livraison en aval du charbon (vers Cournon-d'Auvergne). Il subsiste encore, dans Auzat bourg, une partie du bâtiment de la Batellerie d'Auzat avec l'ancre de marine sculptée dans la pierre. Une ancienne ancre a également été trouvée lors de l'extraction de gravier. Elle est exposée à la mairie[13].
- Une passerelle suspendue métallique traversait autrefois l'Allier pour relier les deux parties de la commune (au fond de la plaine à hauteur de la Roche en deçà du tunnel du chemin de fer). Elle permettait le passage d'un chariot à cheval et celui des mineurs de la rive droite. Construite par les Houillères, elle est tombée en désuétude avec l'arrêt des exploitations minières. Faute de capacité financière suffisante pour entretenir cet ouvrage rouillé jusqu'à la corde et de peu d'usage, la commune l'a fait abattre dans les années 1990. Seul le pont du Saut-du-Loup permet de traverser l'Allier dans la commune.
- En 1998, les deux noms Auzat-sur-Allier et La Combelle ont été fusionnés en Auzat-la-Combelle.

## Politique et administration

### Liste des maires
| Période                                  | Période   | Identité              | Étiquette | Qualité                                          |
| ---------------------------------------- | --------- | --------------------- | --------- | ------------------------------------------------ |
| Les données manquantes sont à compléter. |           |                       |           |                                                  |
|                                          |           | Pruneyre              |           |                                                  |
|                                          |           | Borel                 |           |                                                  |
|                                          |           | Bournerie             |           | Médecin                                          |
|                                          |           | Jean-Jacques Gueugnot |           | Instituteur, directeur d'école à Auzat bourg     |
|                                          |           | François Bouchet      |           | Instituteur, directeur d'école                   |
| 1978                                     | juin 1995 | Henri Couvert         | PS        | Retraité des houillères                          |
| juin 1995                                | mars 2001 | Jean-Pierre Gueugnot  | PS        |                                                  |
| mars 2001                                | mars 2014 | Michelle Fauvergue    | PS        | Retraitée Suppléante du député Jean-Paul Bacquet |
| mars 2014                                | En cours  | Georges Tinet         | PCF       | Retraité                                         |

## Population et société

### Démographie
Les habitants sont nommés les Auzatois.
L'évolution du nombre d'habitants est connue à travers les recensements de la population effectués dans la commune depuis 1793. Pour les communes de moins de 10 000 habitants, une enquête de recensement portant sur toute la population est réalisée tous les cinq ans, les populations de référence des années intermédiaires étant quant à elles estimées par interpolation ou extrapolation. Pour la commune, le premier recensement exhaustif entrant dans le cadre du nouveau dispositif a été réalisé en 2004.

En 2022, la commune comptait 1 953 habitants, en évolution de −7,26 % par rapport à 2016 (Puy-de-Dôme : +2,1 %, France hors Mayotte : +2,11 %).
| 1793  | 1800  | 1806  | 1821  | 1831  | 1836  | 1841  | 1846  | 1851  |
| ----- | ----- | ----- | ----- | ----- | ----- | ----- | ----- | ----- |
| 1 467 | 1 351 | 1 497 | 1 619 | 1 750 | 1 592 | 1 648 | 1 600 | 1 565 |

| 1856  | 1861  | 1866  | 1872  | 1876  | 1881  | 1886  | 1891  | 1896  |
| ----- | ----- | ----- | ----- | ----- | ----- | ----- | ----- | ----- |
| 1 604 | 1 663 | 1 646 | 1 744 | 1 598 | 1 558 | 1 839 | 1 515 | 1 697 |

| 1901  | 1906  | 1911  | 1921  | 1926  | 1931  | 1936  | 1946  | 1954  |
| ----- | ----- | ----- | ----- | ----- | ----- | ----- | ----- | ----- |
| 1 985 | 2 204 | 2 273 | 2 351 | 2 907 | 3 457 | 3 406 | 3 325 | 3 245 |

| 1962  | 1968  | 1975  | 1982  | 1990  | 1999  | 2004  | 2006  | 2009  |
| ----- | ----- | ----- | ----- | ----- | ----- | ----- | ----- | ----- |
| 3 215 | 2 910 | 2 632 | 2 468 | 2 156 | 2 044 | 2 035 | 2 030 | 2 044 |

| 2014  | 2019  | 2022  | - | - | - | - | - | - |
| ----- | ----- | ----- | - | - | - | - | - | - |
| 2 099 | 2 004 | 1 953 | - | - | - | - | - | - |

### Sports
Le 6 mars 2013, la troisième étape du Paris-Nice (Châtel-Guyon - Brioude) fait l'honneur de traverser Auzat dans le sens Lamontgie Jumeaux.

## Culture locale et patrimoine

### Lieux et monuments

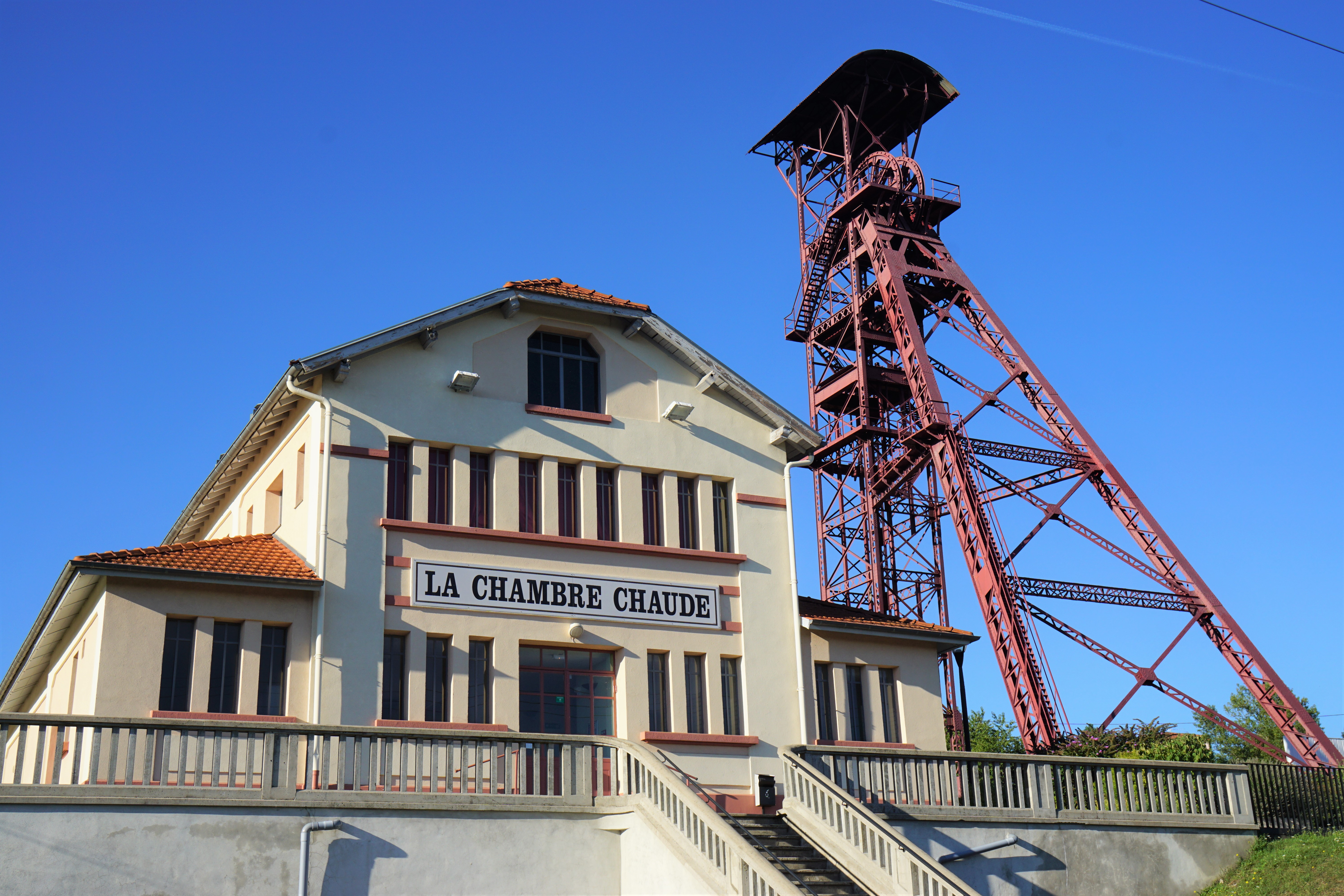
Le puits des Graves et la Chambre chaude.

- Église Saint-Géraud située dans le centre d'Auzat-sur-Allier.
- Ruine du château Cocu surplombant l'Allier et le bourg d'Auzat-sur-Allier.
- Ruine d'un moulin à vent sur le plateau entre Auzat-sur-Allier et Lamontgie.
- Ruine d'une ancienne tuilerie sur le plateau d'Auzat-sur-Allier.
- Chapelle des Mineurs de La Combelle.
- Vestiges miniers à La Combelle dont notamment le chevalement des Graves, la Chambre Chaude, une galerie école (école Papillon) et la sirène.
- Vieux four à pain au hameau d'Aubiat.

### Personnalités liées à la commune
- Émile Clermont (1880-1916), homme de lettres, né à La Combelle.
- Docteur Bournerie, éminent médecin de campagne et médecin des mineurs, basé au Saut-du-Loup, a légué 1,6 million d'euros à la commune en 2006 pour la construction d'une nouvelle mairie à l'emplacement de l'ancienne devenue inadaptée (en photo).
- Émile Antonio, ancien footballeur français, né le 22 avril 1928 à Auzat-la-Combelle.
- Jean-Philippe Robin, athlète handisport originaire de La Combelle, il a notamment remporté en tennis de table une médaille d'argent aux Jeux paralympiques d'été de 2008 à Pékin et une médaille de bronze par équipe en 2012 à Londres.

### Héraldique

Blason d'Auzat.

Voir ci-dessus le paragraphe histoire-blason en terme moderne.